# Вальронт, Александр Степанович
Вальронт (Валронт, Вальронд, Валронд) Александр Степанович (1787—1848) — офицер Российского императорского флота, участник русско-турецкой войны 1806—1812 годов, начальник Иркутского адмиралтейства, Охотского порта, главный командир и военный губернатор Свеаборгского порта, вице-адмирал.

## Биография

### Происхождение, ранние годы
Вальронт Александр Степанович родился в 1787 году. Происходил из дворян. Родоначальником русской ветви рода Вальронтов (Валронт, Вальронд, Валронд) был Ян Вальронт (около 1670 − 1729), английский военный моряк, который был принят на русскую службу во время Великого посольства; участвовал в Северной войне 1700—1721 годов, сподвижник Петра I, экипажмейстер Олонецкой верфи, капитан 1 ранга.
Отец Александра — Степан Александрович Вальронт (1748—1819) — военный моряк, командир 74-пушечного линейного корабля «Иоанн Богослов». В 1788 году за уклонения от морского боя в ходе Гогландского сражения и неоказания поддержки кораблю «Владислав», который противник взял в плен, был отстранен от командования корабля, а в 1789 году приговорён к смертной казни, но по распоряжению Екатерины II помилован и разжалован в матросы навечно. В 1797 году прощён Павлом I и принят в службу, в 1799 году произведён в генерал-майоры флота.
Степан Вальронт был женат дважды. От брака с первой женой Элеонорой фон Кнобель родились Пётр (1784—1825) и Александр, от второго брака с Елизаветой (урожденная фон Круз), сестрой адмирала А. И. Круза родились Павел (1799—1863) и Ростислав (1809—1873). Все сыновья стали военными моряками: Пётр — капитан-лейтенантом, Павел — мичманом, Александр и Ростислав — вице-адмиралами.
10 ноября 1797 года Александр, вместе с братом Петром, был определён кадетом в Морской шляхетский кадетский корпус. 2 июня 1800 года произведён в гардемарины. В 1800—1801 годах, во время корабельной практики, плавал на фрегате «Архипелаг» от Кронштадта до Копенгагена. 28 июня 1802 года, после окончания Морского корпуса, произведён в мичманы. Плавал в Балтийском море. В 1804—1806 годах на 32-пушечном шлюпе «Шпицберген» перешёл из Кронштадта в Архангельск и обратно.
Участвовал в войне с Турцией 1806—1812 годов. В 1806 году на том же шлюпе, в составе эскадры капитан-командора И. А. Игнатьева, вышел из Кронштадта в Средиземное море. В Корфу присоединился к эскадре вице-адмирала Д. Н. Сенявина. Крейсировал у входа в пролив Дарданеллы. 8 марта 1807 года «Шпицберген» участвовал в высадке десанта на остров Тенедос, затем крейсировал у этого острова и берегов Турции. 17 июня 1807 года прикрывал огнём высадку десанта на острове Тенедос. Затем был направлен в Корфу, по пути забрал русский гарнизон с острова Святой Мавры. В 1808—1812 годах на том же шлюпе находился в кампании на рейде испанского города Виго. 1 марта 1810 года произведён в лейтенанты. В 1812 году на купеческом судне возвратился из Виго в Кронштадт. В 1814 году на линейном корабле «Принц Густав» крейсировал в Балтийском море, участвовал в перевозке войск из Кронштадта в Любек. В 1815—1821 годах служил при Санкт-Петербургском порте. 5 марта 1820 года произведён в капитан-лейтенанты.

### Начальник Иркутского адмиралтейства и Охотского порта
В ноябре 1822 года был назначен начальником Иркутского адмиралтейства. 15 ноября 1823 года произведён в капитаны 2 ранга с назначением командиром Охотского порта. 6 февраля прибыл в Охотск, принял дела командира порта у капитана 2 ранга Ушинского. В Охотске организовал закупку оленей у коряков, чем спас население порта от голода из-за плохой путины. Помогал кораблестроителю подпоручику корабельных инженеров И. С. Черногубову в организации на Охотской верфи постройки и спуска на воду новых судов: бригов «Александр» (1825) и «Николай» (1827), бота «Александр» (1828), брига «Камчатка» и шхуны «Акция» (1829). По предложению Вальронта Адмиралтейств-коллегия регулярно стала укомплектовывать рекрутами Охотскую флотскую флотилию.
В 1827 году награждён орденом Святого Владимира 4 степени. 26 ноября 1827 года «за беспорочную выслугу 25 лет в офицерских чинах» награждён орденом Святого Георгия 4 класса (№ 4088), 6 декабря того же года произведён в капитаны 1 ранга.

### Служба на Балтийском флоте
6 апреля 1830 года Высочайшим приказом переведён на Балтийский флот в 10-й флотский экипаж. Приехал в Санкт-Петербург, 16 апреля 1831 года был назначен командиром 22-го флотского экипажа и линейного корабля «Нарва» при Петербургском порте. 22 августа того же года произведен в генерал-майоры с назначением командиром 1-й бригады ластовых экипажей Балтийского флота. В 1833 году назначен управляющим Охтинской верфью с оставлением в прежней должности. 22 апреля 1836 года переименован в контр-адмиралы с назначением исполняющим должность главного командира и военного губернатора Свеаборгского порта. 6 декабря 1837 года произведён в вице-адмиралы с утверждением в должности . 6 декабря 1838 года ему был пожалован орден Святого Станислава 1-й степени. В 1839 году назначен исправлять должность инспектора финляндских маяков и лоцманской части в Финляндии с оставлением при прежних должностях. 10 апреля 1843 года награждён орденом Святой Анны 1 степени. 22 августа 1843 года пожалован знаком отличия «XL беспорочной службы».
Сын Александра Степановича Вальронта - Степан (рожд. 1816) был военным, майор, женат на Александре Петровне Барышниковой.
Умер Александр Степанович Вальронд 21 мая 1848 года в Свеаборге. Похоронен в соборной церкви Новоладожского Успенского женского монастыря в Новоладожском уезде Санкт-Петербургской губернии.